# AS Giana Erminio
Associazione Sportiva Giana Erminio, zkráceně jen Giana Erminio je italský fotbalový klub hrající v sezóně 2024/25 ve 3. italské fotbalové lize sídlící ve městě Gorgonzola v regionu Lombardie.
Klub byl založen v roce 1909 jako Unione Sportiva Argentia. V roce 1928 se připojila k FIGC. V roce 1930 klub skončil a rozpadl se. Nový klub se zrodil v roce 1931 a bylo pojmenováno na Unione Sportiva Gorgonzola. Příští rok se přejmenovalo na GS Erminio Giana na počest devatenáctiletého druhého poručíka 4. pluku alpského praporu "Aosta", (pocházel z města Gorgonzola) který padl na Monte Zugna v roce 1916 během 1. světové války. Vojákova matka se rozhodla materiálně podpořit tým, který uctil památku jejího syna a jako poděkování se klub rozhodl přijmout jako oficiální herní dresy na černou košili (naznačení smutku) s bílými okraji, bílými šortkami a černými ponožkami s bílými manžetami. Později byl dres dále upraven, za předpokladu bílo-modrých barev, ale nadále udržovalo černé detaily uvnitř.

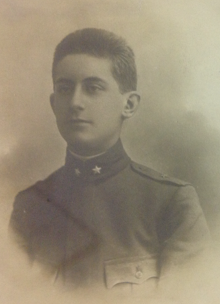
Erminio Giana

Klub hrál dlouho regionální soutěže. Až v sezoně 2013/14 byl zaznamenán největší úspěch klubu, když vyhrál svoji skupinu v 5. lize a postoupil (kvůli reorganizace soutěží) rovnou do 3. ligy, kde hraje nepřetržitě již osm sezon. 
Nejlepšího umístění ve 3. lize bylo 5. místo v sezoně 2016/17.

## Změny názvu klubu
- 1909/10 – 1929/30 – US Argentia (Unione Sportiva Argentia).
- 1931/32 – 1932/33 – US Gorgonzola (Unione Sportiva Gorgonzola).
- 1933/34 – 1944/45 – US Erminio Giana (Gruppo Sportivo Erminio Giana).
- 1945/46 – 1946/47 – E.N.A.L. Gorgonzola (E.N.A.L. Gorgonzola).
- 1947/48 – 2010/11 – AS Erminio Giana (Associazione Sportiva Erminio Giana).
- 2011/12 – 2013/14 – ASD Giana Erminio (Associazione Sportiva Dilettantistica Giana Erminio).
- 2014/15 – AS Erminio Giana (Associazione Sportiva Giana Erminio).

## Získané trofeje

### Vyhrané domácí soutěže
- 4. italská liga ( 1x )

2022/23

## Účast v ligách
| Úroveň soutěže | Název soutěže (nynější název) | První hraná sezona | Poslední hraná sezona | celkem odehraných sezon |
| -------------- | ----------------------------- | ------------------ | --------------------- | ----------------------- |
| 3              | Serie C                       | 2014/15            | 2024/25               | 10                      |
| 4              | Serie D                       | 2022/23            | 2022/23               | 1                       |
| 5              | Eccellenza                    | 2013/14            | 2013/14               | 1                       |